# Міжнародний день Дністра
Міжнародний день Дністра відзначається щорічно в другу суботу липня. Так ухвалила 2010 року в Тернополі Басейнова рада Дністра, до складу якої входять представники областей України і Молдови.
Як зазначив начальник Дністрово-Прутського басейнового управління водних ресурсів Ян Дзюба, ідея святкування Міжнародного дня Дністра в Україні полягає в тому, щоб нагадати всім мешканцям басейну про культурну та природну цінність унікальної річки, про традиції корінних мешканців виявляти турботу та бути відповідальним за природне багатство Дністра.
2011 року Міжнародний день Дністра відзначався 9 липня, 2012 року відзначатиметься 14 липня.
2011 року проведені в регіонах заходи в рамках Міжнародного дня Дністра було спрямовано на те, щоб поліпшити стан водних об’єктів у басейні, посилити екологічну освіту, виховувати шанобливе ставлення до природи. Одним із дієвих заходів став конкурс «Барви Дністра», що тривав від 22 квітня до 12 вересня 2011 року.